# الدوري الليبي الممتاز 2015–16
الدوري الليبي الممتاز 2015-2016 هو النسخة 43 من الدوري الليبي الممتاز الذي كانت أولى نسخاته موسم 1963\1964

## الفرق التي صعدت
صعدت 5 فرق كانت متصدرة لمجموعاتها في آخر مواسم الدرجة الأولى (الثانية سابقا) وهذه الفرق هي:
- نادي الشرارة
- نادي أبي الأشهر الليبي
- نادي شباب الجبل الليبي
- نادي التعاون الليبي
- نادي المحلة الليبي

## نظام الدوري
و تعتبر هذه النسخة استثنائية قسمت فيها الفرق المشاركة إلى مجموعتين الأولى ضمت 9 فرق هي فرق المنطقة الشرقية والثانية ضمت 12 فريق هي فرق المنطقة الغربية إضافة إلى فريق من المنطقة الجنوبية ومن مرحلة واحدة ذهاب فقط وبدون تفعيل لآلية الهبوط أما تحديد البطل فسيكون عن طريق دوري خماسي حيث يتأهل من كل 4 فرق فريق واحد أي أنه من المجموعة الشرقية يتأهل فريقان أما المجموعة الغربية فيتأهل ثلاث فرق

## المجموعة الأولى
المجموعة الأولى تضم كل من:
نادي الأهلي - نادي النصر - نادي التحدي - نادي الأخضر - نادي النجمة - نادي التعاون - نادي شباب الجبل - نادي الهلال - نادي دارنس

## المجموعة الثانية
نادي الأهلي - نادي المدينة - نادي السويحلي - نادي أبي الأشهر الليبي - نادي الأولمبي الليبي - نادي الإتحاد - نادي الوحدة - نادي الشرارة - نادي خليج سرت الليبي - نادي المحلة الليبي - نادي الشط الليبي - نادي الترسانة الليبي

## دوري التتويج
دوري التتويج من مرحلة واحدة فقط ذهاب وصاحب العدد الأكبر من النقاط هو الذي سيحصل على اللقب وفي حال التعادل في النقاط يتم اللجوء إلى فارق الأهداف وفي حال تساويها أيضا يتم اللجوء إلى نتيجة المواجهة المباشرة في المرحلة.

## روابط خارجية
- الدوري الليبي الممتاز 2015/2016 - موقع كووورة